# Tigné Point

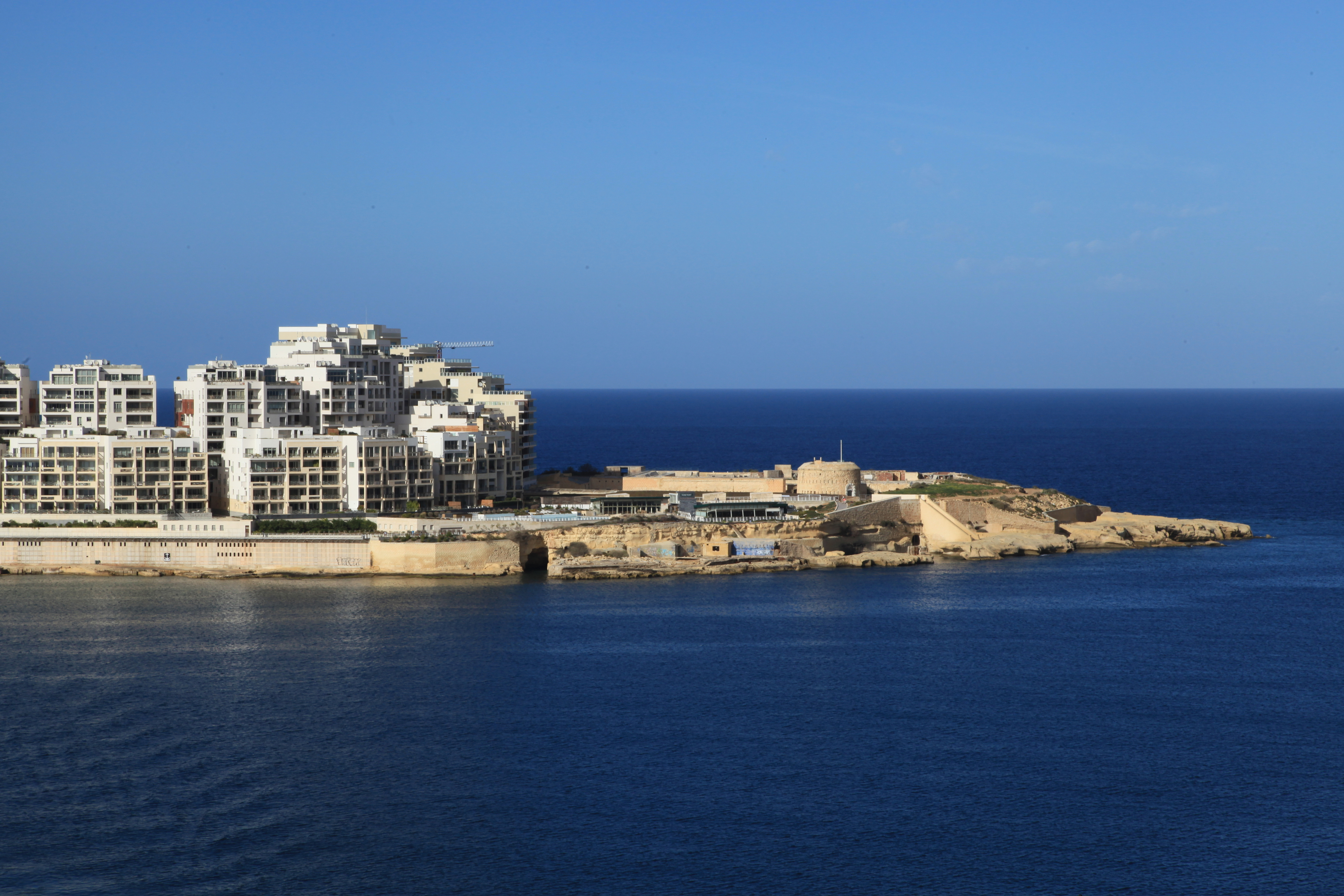
Tigné Point, Ansicht von Valletta aus.

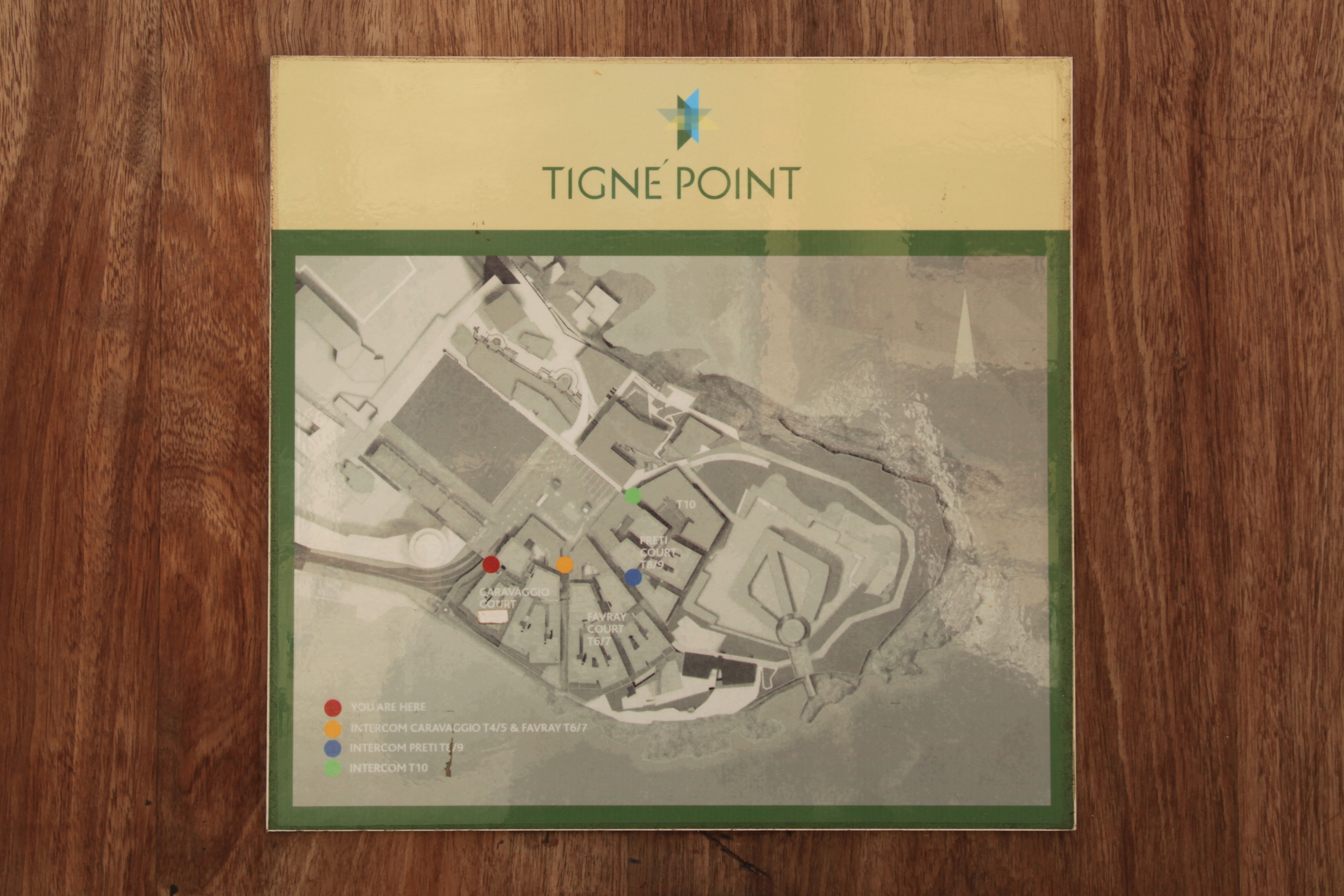
Karte von Tigné Point

Tigné Point ist eine Halbinsel in Sliema, Malta. Das Gebiet war ursprünglich von mehreren Befestigungen und einem britischen Kasernenkomplex besetzt, die viele Jahre lang verfielen, bis das Gebiet im frühen 21. Jahrhundert saniert wurde. Das Gebiet enthält heute viele moderne Gebäude und ist sowohl bei Einheimischen als auch bei Touristen beliebt.
Die Halbinsel war ursprünglich als Punta di Santa Maria bekannt, und ihr äußerster Punkt ist auch als Dragut Point bekannt.

## Geschichte

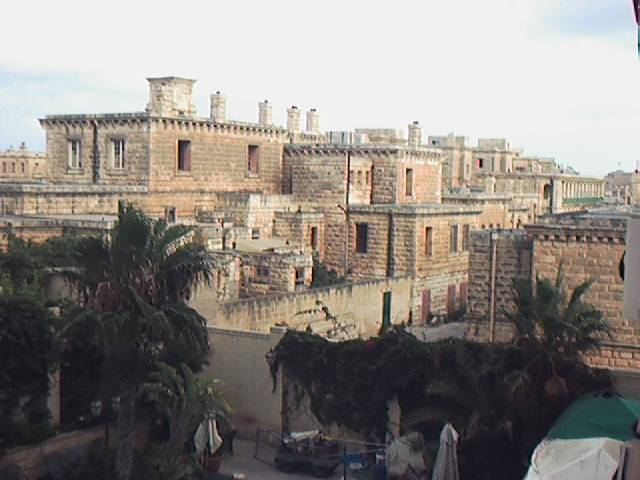
Tigné Barracks, vor dem Abriss im Jahr 2001

Die örtliche Miliz hatte 1417 einen kleinen Wachposten auf dem heutigen Tigné Point. Während der Belagerung von Malta im Jahr 1565 stationierte der osmanische Admiral Dragut eine Reihe von Kanonen bei Tigné Point für eine Belagerung, um Fort St Elmo vom Hospitalorden vom Heiligen Johannes einzunehmen. Er wurde während der Belagerung durch Streufeuer aus der Festung getötet. Das äußerste Ende der Halbinsel trägt noch immer seinen Namen.
Nach der großen Belagerung wurde anstelle einer Nische, die sich bereits in der Gegend befand, eine Kapelle errichtet, die unter verschiedenen Titeln Unserer Lieben Frau gewidmet war. Im Jahre 1757 wurde in dem Gebiet die Lembi Battery gebaut, die im Jahre 1792 überflüssig wurde, als der Orden seine letzte Hauptbefestigung, Fort Tigné baute. Das neue Fort, das dem Gebiet später seinen Namen gab, spielte eine bedeutende Rolle bei der Französischen Invasion von 1798 und dem anschließenden Maltesischen Aufstand.
Zwischen 1878 und 1886, unter britischer Herrschaft, wurde die Cambridge Battery am Tigné Point gebaut, um eine einzelne 100-Tonnen-Kanone unterzubringen. In den 1890er Jahren wurde die Garden Battery gebaut, um das Gebiet zwischen der Cambridge Battery und Fort Tigné abzudecken. Die Briten bauten auch Militärkasernen und eine dem Heiligen Lukas gewidmete Kapelle auf der Halbinsel.
Als die britischen Streitkräfte 1979 abrückten, verfielen die Kasernen und das gesamte Gebiet infolge der Vernachlässigung. Teile von Fort Tigné und der britischen Kaserne wurden geplündert oder verwüstet. Die Garden Battery wurde zugeschüttet und darüber wurden Gebäude errichtet, während die Cambridge Battery als Restaurant, Hotel und Schwimmbad genutzt wurde.
1999 veröffentlichte die maltesische Regierung eine internationale Aufforderung zur Einreichung von Anträgen zur Wiederbelebung der Halbinsel. Die verlassenen Kasernen wurden im Jahr 2001 abgerissen und das Gebiet wurde ab 2002 saniert. Die Immobilienentwicklung umfasst eine Mischung aus modernen Luxusapartments, Hi-Tech-Büros, einem Apartment-Hotel, einem Einkaufszentrum, einem Kino, einer Tiefgarage, einem Fußballplatz und anderen hochmodernen Gesundheits- und Freizeiteinrichtungen. Das ganze Gebiet wurde vollständig in eine Fußgängerzone umgewandelt. Fort Tigné wurde nach fast 30 Jahren des Verfalls restauriert, während auch Pläne für die Restaurierung der Cambridge- und der Garden Battery ausgearbeitet wurden.

## Gegenwart

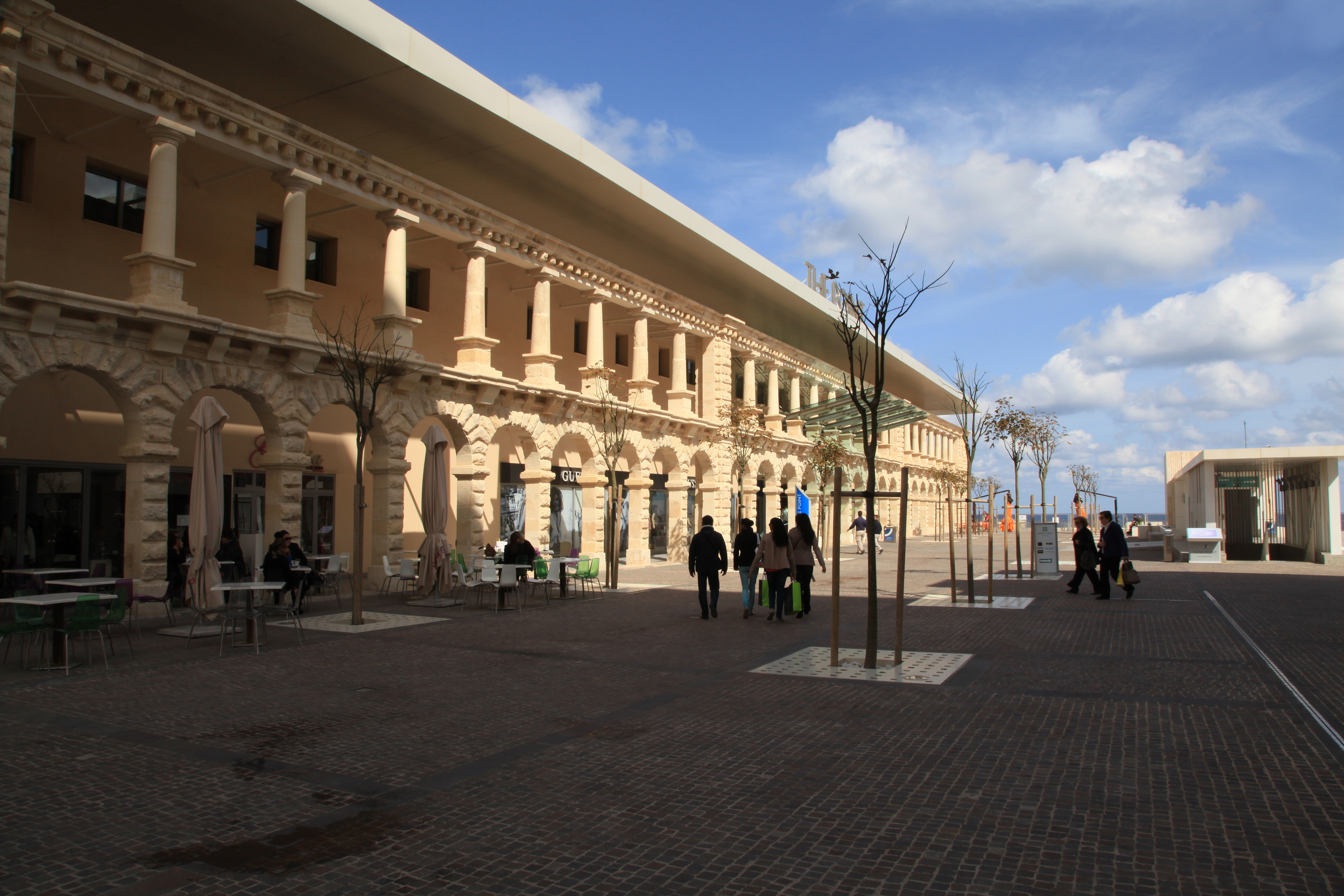
Teile der Point Shopping Mall enthalten noch einige architektonische Elemente aus der ehemaligen Tigné-Kaserne.

Seit dem Sanierungsprojekt hat sich Tigné Point erheblich verändert. Die modernen Gebäude, die gute Erreichbarkeit und andere Faktoren haben dazu beigetragen, das Gebiet von vernachlässigten, verlassenen Kasernen in ein beliebtes Gebiet zu verwandeln, das sowohl von Einheimischen als auch von Touristen besucht wird, da es eine Reihe von Attraktionen bietet. Die Fort Cambridge Apartments, die im Jahr 2012 fertiggestellt wurden, gehören zu den höchsten Gebäuden in Malta.

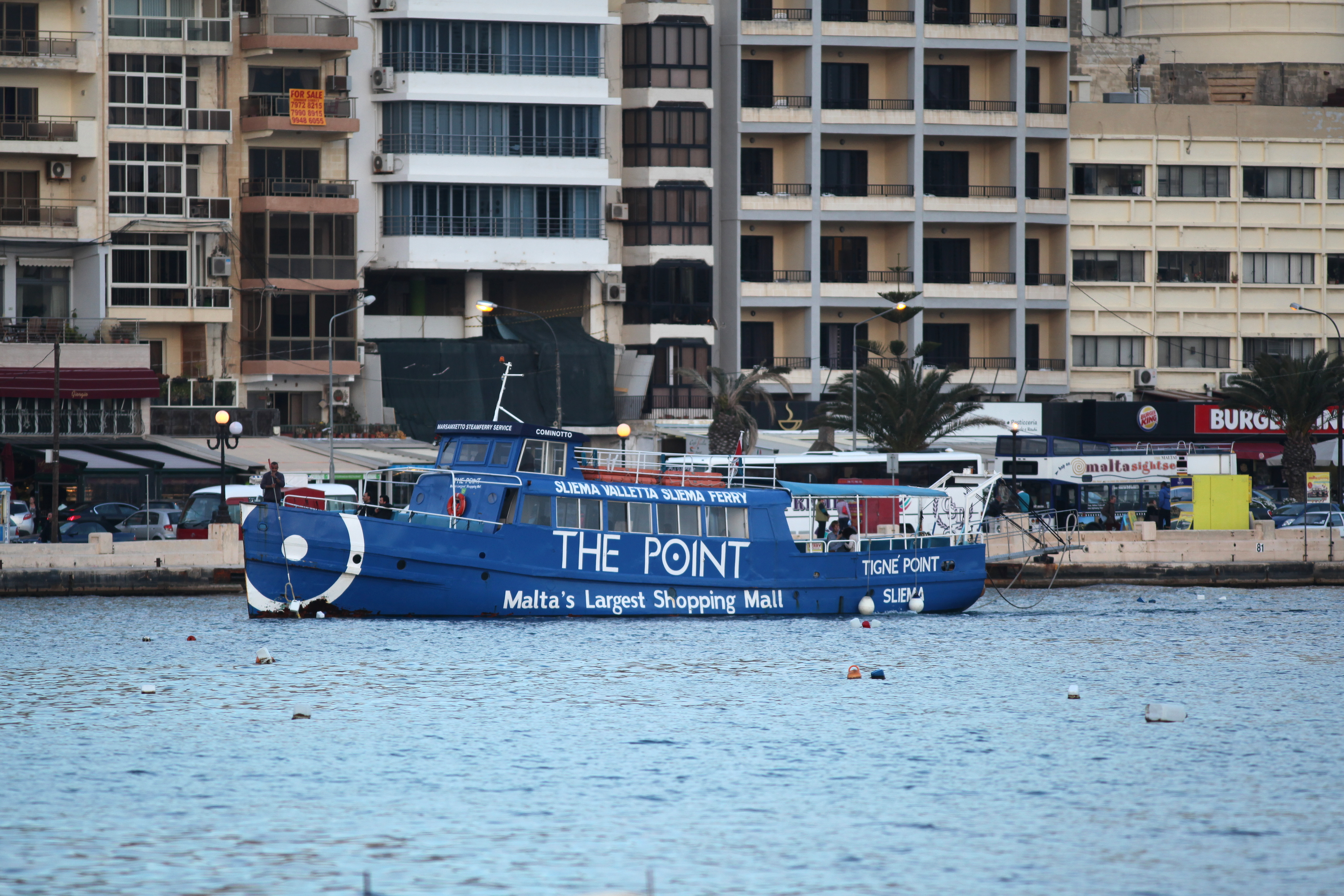
Die Fähre Cominotto mit einer Anzeige für das Einkaufszentrum The Point.

Die Point Shopping Mall wurde Anfang 2010 auf dem Gelände der ehemaligen Tigné-Kaserne eröffnet. Teile des Einkaufszentrums in Pjazza Tigné enthalten noch einige architektonische Elemente der Kaserne, darunter eine Reihe von Bögen, die entlang des Platzes verlaufen. Das Point ist Maltas größtes Einkaufszentrum und umfasst ca. 17.000 m² Verkaufsfläche auf drei Ebenen. Es beinhaltet einen Supermarkt und über 50 weitere Geschäfte.